# فرهاد رشیدی
فرهاد رشیدی با نام کامل فرهاد رشیدی حائری (۳۱ مرداد ۱۳۴۱) دانشمند ایرانی-سوئیسی است.

## زندگی
فرهاد رشیدی در ۳۱ مرداد ۱۳۴۱ در ژنو متولد شد. سه ماه بیشتر نداشت که خانواده اش تصمیم گرفتند به ایران برگردند. او دوران ابتدایی را در دبستان ماریکا (شاهدخت فرحناز) تمام کرد و سپس در دبیرستان رازی در تهران تحصیل کرد و در سال ۱۳۵۹ دیپلم گرفت. در همان سال به لوزان در سوییس رفت و تحصیلات خود را در رشته مهندسی برق شروع کرد. وی در سال ۱۳۶۵ فوق لیسانس و در سال ۱۳۷۰ دکترای خود را در این رشته از انستیتو تکنولوژی فدرال سوییس دریافت کرد. او فرزند داوود رشیدی از همسر اولش هما فریور تهرانی است.

## فعالیت حرفه‌ای
رشیدی تا سال ۱۳۷۵ در آزمایشگاه سیستم‌های نیرو در انستیتوی تکنولوژی فدرال سوئیس مشغول به فعالیت بود و چندین فعالیت کوتاه مدت در دانشگاه فلوریدا و ناسا (مرکز فضائی کندی) داشت. وی در سال ۱۳۷۶ به بخش آزمایشگاه پژوهشهای رعد و برق در دانشگاه تورنتو در کانادا پیوست و از اردیبهشت سال ۱۳۷۷ تا ۱۳۷۸ با ای ام سی مونتنا در سوئیس مشغول به کار بود. در حال حاضر او با عنوان پروفسور و مدیر آزمایشگاه ای ام سی در انستیتوی تکنولوژی فدرال در شهر لوزان در سوئیس مشغول فعالیت می‌باشد.
تحقیقات مورد علاقه او شامل الکترومغناطیس رعد و برق، همسازی الکترومغناطیسی، کاربرد الکترومغناطیسی نیرو بالا برای جمع‌آوری و پاکسازی میدان‌ها مین‌گذاری شده، و زمان معکوسی الکترومغناطیسی می‌باشد. او در همکاری با سی.آ. نوچی در دانشگاه بولوین، مدل‌هائی برای ارزیابی و اندازه‌گیری پرتوهای الکترومغناطیسی رعد و برق ایجاد کرده که در مهندسی وسائل مربوط به رعد و برق از آن‌ها به‌طور گسترده‌ای استفاده می‌شود. از مهم‌ترین کمک‌های او ایجاد مدلی برای توضیح تعامل بین میدان الکترومغناطیسی برانگیخته و کابل انتقال الکتریسیته می‌باشد.
فرهاد رشیدی در اقدامات کاست (همکاری‌های اروپا در علوم و تکنولوژی) در مورد فیزیک و اثرات فلاش رعد و برق از سال ۱۳۸۴ تا سال ۱۳۸۸ به سمت معاون رئیس آن، در سال ۱۳۸۷ به سمت رئیس سمپوزیوم بین‌المللی الکترومغناطیس اروپا خدمت کرد.
او همچنین بین سالهای ۱۳۸۷ تا ۱۳۹۳ مدیر کنفرانس بین‌المللی برای حفاظت از رعد و برق بود. رشیدی بین سالهای ۱۳۹۲ تا ۱۳۹۴ سردبیر انتشارات مؤسسه آی. ای.ای.ای. در بارهٔ تراکنشهای همساز الکترومغناطیسی بود.
وی مدیر کمیتهٔ ملی سوئیس - اتحادیه بین‌المللی علوم رادیو بوده و سخنران متشخص و سرشناس انجمن سازگاری الکترومغناطیسی آی. تریپل ای می‌باشد.

## مدل رشیدی
این مدل که به نام مدل رشیدی شناخته می‌شود، به‌طور گسترده‌ای در مقالات مربوط به ارزیابی میدان‌های تولید شده در اختلالات کابل‌های الکترومغناطیس استفاده می‌شود. از اقدامات دیگر قابل توجه او تنظیمات ابزارهایی در برج سانتیز در سوئیس برای اندازه‌گیری جریان برق تولید شده از رعد و برق می‌باشد. این پروژه به وسیله فرهاد رشیدی، ام. روبنستاین و ام. پااولون آغاز شد و منجر به ایجاد این ابزار شد. پس از شروع کار این ابزار در سال ۱۳۸۹تا کنون بیش از صدها فلاش رعد و برق که به این برج اصابت کرده ثبت شده‌اند و این برج ایستگاه مهندسین و محققینی می‌باشد که در پژوهش‌های مربوط به رعد و برق و حفاظت از آن مشغول به تحقیقات می‌باشند.
داده‌های جمع‌آوری شده وسیع‌ترین مقدار داده‌هایی است که تاکنون از فلاش‌های رعد و برق و جریان‌های الکتریسته در آن‌ها به دست آورده شده. از اقدامات دیگر فرهاد رشیدی ایجاد مدل امواج کامل خطوط انتقال برق می‌باشد (که با همکاری با سرجی تچنکو) انجام گرفت. مشارکت دیگر او استفاده از تکنیک زمان معکوسی الکترومغناطیسی برای مکان‌یابی رعد و برق و اختلالات حاصل از آن در شبکه‌های نیروی برق می‌باشد (که با همکاری مارکوس روبنستاین و ماریو پااولون صورت گرفت).